# Problem trzech ciał (powieść)
Problem trzech ciał – powieść fantastycznonaukowa chińskiego pisarza Liu Cixina, wydana w 2006 roku. Jest to pierwsza część cyklu „Wspomnienie o przeszłości Ziemi”. Powieść otrzymała nagrodę Hugo dla najlepszej powieści, pierwszy raz w historii przyznaną utworowi tłumaczonemu na język angielski, a nie napisanemu po angielsku oraz Nagrodę im. Kurda Lasswitza. Ponadto była nominowana do nagród: Nebula, Locus, Prometeusza i Campbella.
Powieść stała się bestsellerem w Chinach, zaś po przetłumaczeniu na angielski zdobyła popularność także w krajach anglojęzycznych. Na okładce wydawca przytacza polecające opinie m.in. Baracka Obamy oraz Marka Zuckerberga.
W 2008 roku ukazał się drugi tom cyklu, Ciemny las, natomiast w 2010 trzecia część, Koniec śmierci.
Powieść została zekranizowana przez chińską wytwórnię Yoozoo Pictures a następnie udostępniona na YouTube. W 2024 na platformie Netflix zamieszczono natomiast ekranizację amerykańską.

## Fabuła
Rewolucja kulturalna w Chinach. Ye Wenjie, córka wybitnego fizyka jest świadkiem śmierci swego ojca z rąk hunwejbinów. Sama zostaje zesłana do tajnej bazy wojskowej Czerwony Brzeg, gdzie uczestniczy w programie wysyłania sygnałów w kosmos w poszukiwaniu obcych cywilizacji. Niespodziewanie to ona w końcu nawiązuje pierwszy kontakt. Czasy współczesne, naukowiec Wang Miao zostaje powołany w skład komisji badającej przyczyny samobójstw czołowych fizyków. W trakcie dochodzenia natyka się na grę komputerową o niestabilnym świecie Trzech Ciał. Okazuje się, że świat tej gry wcale nie jest fikcją, a projekcją rzeczywistości obcej cywilizacji, która wysłała ku Ziemi armadę, wezwaną przez Ye Wenjie.